# Realidad (libro)
Realidad (en inglés Reality) es una obra de 2003 del filósofo británico Peter Kingsley.

## Sinopsis
Realidad nos va introduciendo lentamente en una fascinante tradición mística que proviene de las más profundas raíces de nuestra cultura occidental. Cuenta la historia de Parménides, Empédocles y de todos aquellos guías espirituales que, como experimentados inductores de estados de consciencia especiales, prácticas sanadoras e interpretación de sueños, fueron sentando las bases de nuestra cultura.
Pero el presente libro también documenta el dramático proceso de distorsión, encubrimiento y olvido que ha sufrido toda esta antigua sabiduría de la civilización griega. Y lo que es más inusual, nos presenta este complejo y sutil corpus de enseñanzas originales en toda su inmediatez y potencia, revelándonos de forma vibrante y a la vez natural los ancestrales modos de despertar filosófico a lo que la realidad verdaderamente es.

## Edición en castellano
- Kingsley, Peter (2021, 2024). Realidad. Cartoné, 640 páginas, traducción Paula Kuffer, Colección Memoria mundi (Segunda edición). Vilaür: Ediciones Atalanta. ISBN 978-84-122130-8-9.

- Datos: Q97143588